# Селютина, Татьяна Александровна
Татьяна Александровна Селютина (род. 10 августа 2002, Челябинск) — российская волейболистка, связующая.

## Биография
Начала заниматься волейболом в челябинской СДЮСШОР «Юность-Метар». С 2017 на протяжении двух сезонов выступала за фарм-команду ВК «Динамо-Метар» (Челябинск) в Молодёжной лиге чемпионата России. В 2019 заключила контракт с ВК «Уралочка». С 2024 играла за нижегородскую «Спарту», а в 2025 перешла в ВК «Амурские тигрицы» (Хабаровск).
В 2019 выступала за юниорскую сборную России, став в её составе победителем Европейского юношеского олимпийского фестиваля. В 2021 в составе молодёжной сборной России стала бронзовым призёром чемпионата мира.   

### Клубная карьера
- 2017—2019 —  «Динамо-Метар»-2 (Челябинск) — молодёжная лига;
- 2019—2020 —  «Уралочка»-2-УрГЭУ (Свердловская область) — высшая лига «А»;
- 2019—2024 —  «Уралочка-НТМК» (Свердловская область) — суперлига;
- 2024—2025 —  «Спарта» (Нижний Новгород) — суперлига;
- с 2025 —  «Амурские тигрицы» (Хабаровск) — высшая лига «А».

## Достижения

### Клубные
- серебряный призёр чемпионата России 2022.
- бронзовый призёр Молодёжной лиги чемпионата России 2019.
- серебряный призёр розыгрыша Кубка Молодёжной лиги 2018.

### Со сборными России
- бронзовый призёр чемпионата мира среди молодёжных команд 2021.
- чемпионка Европейского юношеского олимпийского фестиваля 2019.